# Hugo von Walderdorff

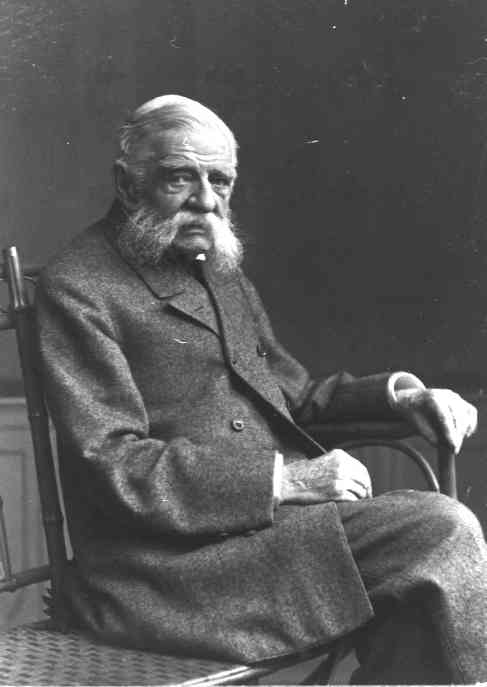
Hugo von Walderdorff

Hugo Graf von Walderdorff (* 14. Februar 1828 in Frankfurt am Main; † 1918 in Regensburg) war als Mitglied des alten rheinischen Adelsgeschlechts Walderdorff ein deutscher Guts- und Schlossbesitzer in Hauzenstein, einem Ort in der heutigen Gemeinde Wenzenbach im Landkreis Regensburg. Weithin bekannt wurde er erst nach 1869 als Historiker und Verfasser des ersten Buches zur Geschichte von Gebäuden in der Stadt Regensburg.

## Leben und Ausbildung
Der Vater von Hugo Graf von Walderdorff war Eduard Graf von Walderdorff (* 1801), der als Diplomat in Berlin und Russland tätig war. Er hatte 1827 sein Amt aufgegeben, war kaiserlicher Kämmerer geworden und hatte 1827 geheiratet. Nordöstlich von Regensburg erwarb er die Schlösser Kürn und Hauzenstein, deren Ländereien ein zusammenhängendes Areal bildeten.
Sein Sohn Hugo wurde 1828 geboren, von einem Hauslehrer erzogen und in den Grundfächern unterrichtet. Danach besuchte der Sohn Hugo von Walderdorff das sog. Paritätisch Vereinigte Gymnasium in Regensburg, die Nachfolgeschule vom Gymnasium poeticum und Vorläuferschule vom sog. Alten Gymnasium. Um ihren Sohn Hugo unterstützen zu können, erwarben die Eltern ein Haus in Regensburg in der Pfauengasse am Domplatz. Hugo von Walderdorff studierte an den Universitäten in München, Wien und Bonn Philosophie und absolvierte danach den Militärdienst, den er 1856 als Oberleutnant verließ.

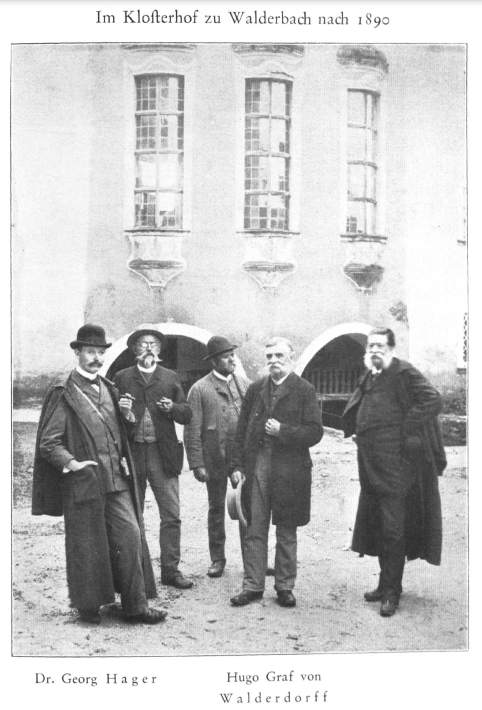
Dr. Georg Hager und Hugo Graf von Walderdorff im Klosterhof zu Walderbach nach 1890

## Historischer Schriftsteller
1856 heiratete Hugo Graf von Walderdorff Amalie Gräfin von Podstatzky-Liechtenstein, bewohnte Schloss Hauzenstein, hatte drei Söhne und eine Tochter. 1893 übergab er die Bewirtschaftung der Güter seinem zweitältesten Sohn und widmete sich immer mehr den historischen Wissenschaften. Im Alter von 60 Jahren begann er zahlreiche Veröffentlichungen zu schreiben über die historische Entwicklung von Kirchen und bedeutsamen Bauten in Regensburg. Die dafür benötigen Kenntnisse erwarb er sich durch das Studium alter Aktenstücke der Reichsstadt Regensburg, die nach dem Anschluss von Regensburg an das Königreich Bayern als Makulatur eingestuft worden waren und von ihm aufgekauft wurden. Damit wurde Walderdorff nach dem 1861 verstorbenen Joseph Rudolph Schuegraf, von dem er viele Archivalien aufkaufte, zu einem weiteren Retter wertvoller Archivalien zur Geschichte von Regensburg. Er überließ die Archivalien dem Historischen Verein von Regensburg und übernahm den Vorsitz des Vereins für 25 Jahre.
1869 wurde er zum Autor des ersten Buches zur Geschichte der Stadt Regensburg, mit dem Titel „Regensburg in seiner Vergangenheit und Gegenwart“.In diesem Buch veröffentlichte Hugo von Walderdorff auch den ersten detaillierten Plan über den Verlauf der Nord-, Ost- und Südmauer  des römischen Legionslagers Castra Regina soweit Reste von Mauern anhand von obertägigen Befunden oder in den Kellern von Häusern noch erkennbar waren. Während die Verläufe von Nord-, Ost- und Südmauer zutreffend beschrieben wurden, blieb der Verlauf der bereits im 10. Jahrhundert abgerissenen Westmauer umstritten. Der Verlauf der Westmauer wurde zunächst zu weit westlich vermutet und erst von Adolf Schmetzer richtig beschrieben mit dem Verlauf entlang Bachgasse, Wahlenstraße.
Das Buch erschien im Verlag Friedrich Pustet KG, umfasste 170 Seiten und erschien ohne Angabe des Verfassers. Das Buch erregte große Aufmerksamkeit und erschien in weiteren Auflagen. Die vollkommen umgearbeitete und erweiterte 4. Auflage erschien 1896, umfasste 700 Seiten und besitzt noch heute in vieler Hinsicht Gültigkeit. 1977 erlebte das Buch den zweiten Nachdruck.

## Weitere Aktivitäten
Obwohl Walderdorffs Interessen breit gefächert und eher universalgeschichtlicht orientiert waren, hatte er immer genaue Kenntnisse der römischen Funde in Regensburg und übernahm auch selbst die Leitung von Ausgrabungen. In seine Zeit fielen 1885 die zufällige Aufdeckung und erste Restaurierung der Porta praetoria. und 1897 die Ausgrabung der Badeanlagen beim Kastell Kumpfmühl, die von ihm dokumentiert wurde. Weiterhin leitete er Untersuchungen römischer Gebäude auf dem Alten Kornmarkt und in der Wollwirkergasse.

## Ehrungen
- Die Historischen Vereine der Oberpfalz und Niederbayerns ernannten Hugo Graf von Walderdorff zum Ehrenmitglied
- Ehrendoktorwürde der Universität München, 1918 verliehen zum 90. Geburtstag
- Im Regensburger Kasernenviertel ist eine Straße nach ihm benannt.[4]